# Pont de San Juan
Le pont de San Juan est un pont de Séville (Andalousie, Espagne).

## Situation
En partant du nord de la ville, il est le septième pont à enjamber le Guadalquivir qui longe Séville par l'ouest. Il quitte la rive droite du fleuve dans la commune de San Juan de Aznalfarache (à laquelle il doit son nom), au carrefour entre le Camino de las Enillas et la Calle de Ramón y Cajal, juste en amont du pont (en construction) de la future ligne 1 du métro de Séville. Il atteint Séville et la rive gauche du fleuve au sud du quartier de Los Remedios, sur un embranchement de l'autoroute circulaire SE-30, juste après le Pont Roi-Juan-Carlos-I.

## Histoire
Le Pont de San Juan a été construit en 1930, quatre ans après l'autre « pont de fer » de Séville, le Pont Alphonse-XIII, actuellement disparu. Comme ce dernier, il a été inauguré par le Roi Alphonse XIII d'Espagne. Pratiquement, jusqu'à la construction des ponts de l'Exposition universelle de 1992, il était le seul pont connectant Séville à San Juan de Aznalfarache et au reste de la région d'El Aljarafe. La construction des ponts de la Corta, du Patrocinio, de la Reine-Sofia et du Roi-Juan-Carlos-I a déchargé le Pont de San Juan d'un trafic de plus en plus important.
Au début du XXIe siècle, le pont a montré d'importantes faiblesses et a été interdit à la circulation (hormis à celle des cyclistes et des piétons) le 16 mars 2007. Des travaux, pour un montant total de 4,8 millions d'euros, ont permis de consolider la structure, de refaire les balustrades et la chaussée et de créer une piste cyclable bi-directionnelle séparée. Il a en outre été doté d'un éclairage et de caméras connectées au Centre de Gestion du Trafic de Séville. Il a été rouvert le 26 octobre 2009. Il est réservé aux taxis et aux transports scolaire et publics. Plus de 300 autobus l'empruntent quotidiennement, dans un premier temps uniquement en direction de Séville. Il est prévu d'installer des feux de signalisation permettant, en alternance, le passage des véhicules dans les deux sens.
Que le passage des piétons et des vélos soit autorisé est plutôt insolite quand on sait qu'il les oblige, du côté sévillan, à emprunter sur une courte distance la piste d'arrêt d'urgence d'un tronçon de l'autoroute SE-30 qui contourne la ville. La construction d'une passerelle passant au-dessus de cette dernière et rejoignant le réseau de pistes cyclables de la ville est prévue dans un deuxième temps.

## Construction
Le tablier de sa section métallique mesure 180 m de long pour 10 m de large. Un segment du pont peut basculer à l'aide d'un impressionnant contre-poids, permettant ainsi le passage des navires. Cette fonction n'est actuellement plus utilisée.